# Europese kampioenschappen zwemmen 1991
Athene was gastheer van de twintigste editie van de Europese kampioenschappen zwemmen op de langebaan (50 meter). Het door de Europese zwembond LEN georganiseerde toernooi duurde zeven dagen: van zondag 18 augustus tot en met zondag 25 augustus 1991. Nederland won voor het eerst in 25 jaar een gouden medaille dankzij de vrouwenestafette op de 4x100 meter vrije slag. Krisztina Egerszegi groeide uit tot de ster van het toernooi; de Hongaarse vestigde wereldrecords op de 100 en 200 meter rugslag, en won bovendien de 400 meter wisselslag.

## Resultaten

### 50 meter vrije slag
| Mannen | Mannen              | Mannen | Mannen |
| #      | Naam                | Land   | Tijd   |
| ------ | ------------------- | ------ | ------ |
| Goud   | Nils Rudolph        | GER    | 22,33  |
| Zilver | Gennadi Prigoda     | URS    | 22,44  |
| Brons  | Michael Fibbens     | GBR    | 22,72  |
| Brons  | Vladimir Tkatsjenko | URS    | 22,72  |
| 5      | Christophe Kalfayan | FRA    | 22,78  |
| 6      | Silko Günzel        | GER    | 22,91  |
| 7      | Dano Halsall        | SUI    | 22,97  |
| 8      | René Gusperti       | ITA    | 23,37  |

| Vrouwen | Vrouwen             | Vrouwen | Vrouwen |
| #       | Naam                | Land    | Tijd    |
| ------- | ------------------- | ------- | ------- |
| Goud    | Simone Osygus       | GER     | 25,80   |
| Zilver  | Catherine Plewinski | FRA     | 25,84   |
| Brons   | Inge de Bruijn      | NED     | 25,91   |
| 4       | Daniela Hunger      | GER     | 26,06   |
| 5       | Yevgenya Yermakova  | URS     | 26,28   |
| 6       | Louise Karlsson     | SWE     | 26,31   |
| 7       | Gitta Jensen        | DEN     | 26,32   |
| 8       | Judith Draxler      | AUT     | 26,47   |

### 100 meter vrije slag
| Mannen | Mannen               | Mannen | Mannen |
| #      | Naam                 | Land   | Tijd   |
| ------ | -------------------- | ------ | ------ |
| Goud   | Alexander Popov      | URS    | 49,18  |
| Zilver | Nils Rudolph         | GER    | 49,52  |
| Brons  | Giorgio Lamberti     | ITA    | 49,57  |
| 4      | Silko Günzel         | GER    | 49,79  |
| 5      | Veniamin Tajanovitsj | URS    | 50,07  |
| 6      | Tommy Werner         | SWE    | 50,09  |
| 7      | Michael Fibbens      | GBR    | 50,30  |
| 8      | Christophe Kalfayan  | FRA    | 50,33  |

| Vrouwen | Vrouwen             | Vrouwen | Vrouwen |
| #       | Naam                | Land    | Tijd    |
| ------- | ------------------- | ------- | ------- |
| Goud    | Catherine Plewinski | FRA     | 56,20   |
| Zilver  | Karin Brienesse     | NED     | 56,44   |
| Brons   | Simone Osygus       | GER     | 56,47   |
| 4       | Daniela Hunger      | GER     | 56,76   |
| 5       | Gitta Jensen        | DEN     | 57,20   |
| 6       | Luminița Dobrescu   | ROU     | 57,25   |
| 7       | Louise Karlsson     | SWE     | 57,46   |
| 8       | Marieke Mastenbroek | NED     | 57,66   |

### 200 meter vrije slag
| Mannen | Mannen           | Mannen | Mannen  |
| #      | Naam             | Land   | Tijd    |
| ------ | ---------------- | ------ | ------- |
| Goud   | Artur Wojdat     | POL    | 1.48,10 |
| Zilver | Giorgio Lamberti | ITA    | 1.48,15 |
| Brons  | Roberto Gleria   | ITA    | 1.48,73 |
| 4      | Jevgeni Sadovy   | URS    | 1.48,74 |
| 5      | Anders Holmertz  | SWE    | 1,49,02 |
| 6      | Steffen Zesner   | GER    | 1.49,04 |
| 7      | Antti Kasvio     | FIN    | 1.49,83 |
| 8      | Jari Melberg     | NOR    | 1.50,07 |

| Vrouwen | Vrouwen             | Vrouwen | Vrouwen |
| #       | Naam                | Land    | Tijd    |
| ------- | ------------------- | ------- | ------- |
| Goud    | Mette Jacobsen      | DEN     | 2.00,29 |
| Zilver  | Catherine Plewinski | FRA     | 2.00,34 |
| Brons   | Luminița Dobrescu   | ROU     | 2.01,77 |
| 4       | Gitta Jensen        | DEN     | 2.02,03 |
| 5       | Isabelle Arnould    | BEL     | 2.02,91 |
| 6       | Eva Nyberg          | SWE     | 2.03,21 |
| 7       | Sandra Cam          | BEL     | 2.03,66 |
| 8       | Karin Brienesse     | NED     | 2.03,89 |

### 400 meter vrije slag
| Mannen | Mannen               | Mannen | Mannen  |
| #      | Naam                 | Land   | Tijd    |
| ------ | -------------------- | ------ | ------- |
| Goud   | Jevgeni Sadovy       | URS    | 3.49,02 |
| Zilver | Artur Wojdat         | POL    | 3.49,09 |
| Brons  | Giorgio Lamberti     | ITA    | 3.50,46 |
| 4      | Sebastian Wiese      | GER    | 3.50,49 |
| 5      | Jörg Hoffmann        | GER    | 3.51,42 |
| 6      | Anders Holmertz      | SWE    | 3.52,08 |
| 7      | Mariusz Podkoscielny | POL    | 3.53,21 |
| 8      | Zoltán Szilágyi      | HUN    | 3.55,88 |

| Vrouwen | Vrouwen            | Vrouwen | Vrouwen |
| #       | Naam               | Land    | Tijd    |
| ------- | ------------------ | ------- | ------- |
| Goud    | Irene Dalby        | NOR     | 4.11,63 |
| Zilver  | Beatrice Coada     | ROU     | 4.12,33 |
| Brons   | Cristina Sossi     | ITA     | 4.12,35 |
| 4       | Jana Henke         | GER     | 4.12,64 |
| 5       | Isabelle Arnould   | BEL     | 4.14,24 |
| 6       | Manuele Melchiorri | ITA     | 4.14,77 |
| 7       | Sandra Cam         | BEL     | 4.17,06 |
| 8       | Baukje Wiersma     | NED     | 4.17,62 |

### 1500 meter vrije slag
| Mannen | Mannen          | Mannen | Mannen   |
| #      | Naam            | Land   | Tijd     |
| ------ | --------------- | ------ | -------- |
| Goud   | Jörg Hoffmann   | GER    | 15.02,57 |
| Zilver | Ian Wilson      | GBR    | 15.02,72 |
| Brons  | Sebastian Wiese | GER    | 15.14,30 |
| 4      | Igor Majcen     | YUG    | 15.21,58 |
| 5      | Piotr Albinski  | POL    | 15.30,30 |
| 6      | Sergi Rouro     | ESP    | 15.33,44 |
| 7      | Evgeni Logvinov | URS    | 15.34,30 |
| 8      | Zoltán Szilágyi | HUN    | 15.35,27 |

### 800 meter vrije slag
| Vrouwen | Vrouwen            | Vrouwen | Vrouwen |
| #       | Naam               | Land    | Tijd    |
| ------- | ------------------ | ------- | ------- |
| Goud    | Irene Dalby        | NOR     | 8.32,08 |
| Zilver  | Jana Henke         | GER     | 8.32,25 |
| Brons   | Cristina Sossi     | ITA     | 8.33,79 |
| 4       | Manuele Melchiorri | ITA     | 8.42,67 |
| 5       | Isabelle Arnould   | BEL     | 8.44,70 |
| 6       | Olga Spichalova    | TCH     | 8.47,14 |
| 7       | Grit Müller        | GER     | 8.48,19 |
| 8       | Baukje Wiersma     | NED     | 8.49,36 |

### 100 meter rugslag
| Mannen | Mannen              | Mannen | Mannen |
| #      | Naam                | Land   | Tijd   |
| ------ | ------------------- | ------ | ------ |
| Goud   | Martín López-Zubero | ESP    | 55,30  |
| Zilver | Dirk Richter        | GER    | 56,04  |
| Brons  | Franck Schott       | FRA    | 56,29  |
| 4      | Vladimir Selkov     | URS    | 56,58  |
| 5      | Tamás Deutsch       | HUN    | 56,59  |
| 6      | Vladimir Shemetov   | URS    | 56,66  |
| 7      | Stefaan Maene       | BEL    | 57,22  |
| 8      | Atilla Czene        | HUN    | 57,67  |

| Vrouwen | Vrouwen             | Vrouwen | Vrouwen    |
| #       | Naam                | Land    | Tijd       |
| ------- | ------------------- | ------- | ---------- |
| Goud    | Krisztina Egerszegi | HUN     | WR 1.00,31 |
| Zilver  | Tunde Szabo         | HUN     | 1.01,31    |
| Brons   | Dagmar Hase         | GER     | 1.02,42    |
| 4       | Natalya Krupskaya   | URS     | 1.02,62    |
| 5       | Natalya Shibayeva   | URS     | 1.03,10    |
| 6       | Sandra Völker       | GER     | 1.03,20    |
| 7       | Ellen Elzerman      | NED     | 1.03,34    |
| 8       | Sharon Page         | GBR     | 1.03,74    |

### 200 meter rugslag
| Mannen | Mannen              | Mannen | Mannen  |
| #      | Naam                | Land   | Tijd    |
| ------ | ------------------- | ------ | ------- |
| Goud   | Martín López-Zubero | ESP    | 1.58,66 |
| Zilver | Dirck Richter       | GER    | 2.00,18 |
| Zilver | Vladimir Selkov     | URS    | 2.00,18 |
| 4      | Tamás Deutsch       | HUN    | 2.00,30 |
| 5      | David Holderbach    | FRA    | 2.00,60 |
| 6      | Stefano Battistelli | ITA    | 2.00,89 |
| 7      | Lars Kalenka        | GER    | 2.01,48 |
| 8      | Thomas Sopp         | NOR    | 2.02,83 |

| Vrouwen | Vrouwen             | Vrouwen | Vrouwen    |
| #       | Naam                | Land    | Tijd       |
| ------- | ------------------- | ------- | ---------- |
| Goud    | Krisztina Egerszegi | HUN     | WR 2.06,62 |
| Zilver  | Tunde Szabo         | HUN     | 2.11,42    |
| Brons   | Dagmar Hase         | GER     | 2.12,22    |
| 4       | Natalya Krupskaya   | URS     | 2.13,71    |
| 5       | Joanne Deakins      | GBR     | 2.14,23    |
| 6       | Kathy Read          | GBR     | 2.15,15    |
| 7       | Natalya Shibayeva   | URS     | 2.15,25    |
| 8       | Lorenza Vigarani    | ITA     | 2.15,31    |

### 100 meter schoolslag
| Mannen | Mannen                 | Mannen | Mannen  |
| #      | Naam                   | Land   | Tijd    |
| ------ | ---------------------- | ------ | ------- |
| Goud   | Norbert Rózsa          | HUN    | 1.01,49 |
| Zilver | Adrian Moorhouse       | GBR    | 1.01,89 |
| Brons  | Gianni Minervini       | ITA    | 1.02,41 |
| 4      | Andrea Cecchi          | ITA    | 1.02,58 |
| 5      | Károly Güttler         | HUN    | 1.02,71 |
| 6      | Petri Suominen         | FIN    | 1.02,90 |
| 7      | Dmitri Volkov          | URS    | 1.03,18 |
| 8      | Frédérik Deburghgraeve | BEL    | 1.03,34 |

| Vrouwen | Vrouwen              | Vrouwen | Vrouwen |
| #       | Naam                 | Land    | Tijd    |
| ------- | -------------------- | ------- | ------- |
| Goud    | Elena Rudkovskaya    | URS     | 1.09,05 |
| Zilver  | Svetlana Bondarenko  | URS     | 1.09,99 |
| Brons   | Tania Dangalakova    | BUL     | 1.10,12 |
| 4       | Manuella Dalla Valle | ITA     | 1.10,54 |
| 4       | Gabrielle Czepe      | HUN     | 1.10,54 |
| 6       | Sylvia Gerasch       | GER     | 1.10,62 |
| 7       | Lorriane Coombes     | GBR     | 1.11,52 |
| 8       | Jean Hill            | GBR     | 1.11,56 |

### 200 meter schoolslag
| Mannen | Mannen            | Mannen | Mannen  |
| #      | Naam              | Land   | Tijd    |
| ------ | ----------------- | ------ | ------- |
| Goud   | Nick Gillingham   | GBR    | 2.12,55 |
| Zilver | Norbert Rózsa     | HUN    | 2.12,58 |
| Brons  | Sergio Lopez      | ESP    | 2.13,40 |
| 4      | Károly Güttler    | HUN    | 2.14,07 |
| 5      | Joaquim Fernandez | ESP    | 2.14,40 |
| 6      | Cédric Pernicaud  | FRA    | 2.14,82 |
| 7      | Radek Beinhauer   | TCH    | 2.15,59 |
| 8      | Andrea Cecchi     | ITA    | 2.16,29 |

| Vrouwen | Vrouwen                | Vrouwen | Vrouwen |
| #       | Naam                   | Land    | Tijd    |
| ------- | ---------------------- | ------- | ------- |
| Goud    | Elena Rudkovskaya      | URS     | 2.29,50 |
| Zilver  | Beatrice Coada         | ROU     | 2.32,00 |
| Brons   | Tania Dangalakova      | BUL     | 2.32,09 |
| 4       | Alicia Peczak          | POL     | 2.32,50 |
| 5       | Manuella Dalla Valle   | ITA     | 2.32,52 |
| 6       | Brigitte Becue         | BEL     | 2.32,88 |
| 7       | Ragnhild Runolfsdottir | ISL     | 2.34,08 |
| 8       | Audrey Guerit          | FRA     | 2.34,12 |

### 100 meter vlinderslag
| Mannen | Mannen              | Mannen | Mannen |
| #      | Naam                | Land   | Tijd   |
| ------ | ------------------- | ------ | ------ |
| Goud   | Vyacheslav Kulikov  | URS    | 54,22  |
| Zilver | Martín López-Zubero | ESP    | 54,30  |
| Brons  | Nils Rudolph        | GER    | 54,31  |
| 4      | Rafael Szukala      | POL    | 54,35  |
| 5      | Bruno Gutzeit       | FRA    | 54,92  |
| 6      | Thilo Haase         | GER    | 55,07  |
| 7      | Franck Esposito     | FRA    | 55,16  |
| 8      | Rik Leishman        | GBR    | 55,26  |

| Vrouwen | Vrouwen             | Vrouwen | Vrouwen |
| #       | Naam                | Land    | Tijd    |
| ------- | ------------------- | ------- | ------- |
| Goud    | Catherine Plewinski | FRA     | 1.00,32 |
| Zilver  | Inge de Bruijn      | NED     | 1.01,64 |
| Brons   | Therese Lundin      | SWE     | 1.01,80 |
| 4       | Madleine Campbell   | GBR     | 1.02,01 |
| 5       | Elena Kononenko     | URS     | 1.02,40 |
| 6       | Katrin Meißner      | GER     | 1.02,65 |
| 7       | Malin Strömberg     | SWE     | 1.02,80 |
| 8       | Karin Brienesse     | NED     | 1.03,16 |

### 200 meter vlinderslag
| Mannen | Mannen             | Mannen | Mannen  |
| #      | Naam               | Land   | Tijd    |
| ------ | ------------------ | ------ | ------- |
| Goud   | Franck Esposito    | FRA    | 1.59,59 |
| Zilver | Rafal Szukala      | POL    | 2.01,01 |
| Brons  | Christophe Bordeau | FRA    | 2.01,25 |
| 4      | Marco Braida       | ITA    | 2.01,53 |
| 5      | Bernd Zeruhn       | GER    | 2.01,97 |
| 6      | Matiaz Kozeli      | YUG    | 2.02,14 |
| 7      | José Ballester     | ESP    | 2.02,32 |
|        | Christian Keller   | GER    | DSQ     |

| Vrouwen | Vrouwen             | Vrouwen | Vrouwen |
| #       | Naam                | Land    | Tijd    |
| ------- | ------------------- | ------- | ------- |
| Goud    | Mette Jacobsen      | DEN     | 2.12,87 |
| Zilver  | Sabine Herbst       | GER     | 2.14,72 |
| Brons   | Berit Puggard       | DEN     | 2.14,80 |
| 4       | Corina Dumitru      | ROU     | 2.15,55 |
| 5       | Maria Fernandez     | ESP     | 2.16,20 |
| 6       | Juliana Pantillimon | ROU     | 2.16,71 |
| 7       | Brigitte Becue      | BEL     | 2.16,78 |
| 8       | Martia Wzodkovska   | POL     | 2.19,40 |

### 200 meter wisselslag
| Mannen | Mannen            | Mannen | Mannen  |
| #      | Naam              | Land   | Tijd    |
| ------ | ----------------- | ------ | ------- |
| Goud   | Lars Sörensen     | DEN    | 2.02,63 |
| Zilver | Christian Gessner | GER    | 2.02,66 |
| Brons  | Lucca Sacchi      | ITA    | 2.02,93 |
| 4      | Christian Keller  | GER    | 2.03,16 |
| 5      | Attila Czene      | HUN    | 2.03,89 |
| 6      | Frédéric Lefévre  | FRA    | 2.04,13 |
| 7      | John Davey        | GBR    | 2.05,03 |
| 8      | Jani Sievinen     | FIN    | 2.05,48 |

| Vrouwen | Vrouwen         | Vrouwen | Vrouwen |
| #       | Naam            | Land    | Tijd    |
| ------- | --------------- | ------- | ------- |
| Goud    | Daniela Hunger  | GER     | 2.15,15 |
| Zilver  | Beatrice Coada  | ROU     | 2.16,68 |
| Brons   | Marion Zoller   | GER     | 2.17,43 |
| 4       | Daria Shmeleva  | URS     | 2.17,59 |
| 5       | Brigitte Becue  | BEL     | 2.18,34 |
| 6       | Eva Synovska    | POL     | 2.19,77 |
| 7       | Alicia Peczak   | POL     | 2.19,89 |
| 8       | Lenka Manhalova | TCH     | 2.20,21 |

### 400 meter wisselslag
| Mannen | Mannen              | Mannen | Mannen  |
| #      | Naam                | Land   | Tijd    |
| ------ | ------------------- | ------ | ------- |
| Goud   | Lucca Sacchi        | ITA    | 4.17,81 |
| Zilver | Patrick Kühl        | GER    | 4.17,85 |
| Brons  | Christian Gessner   | GER    | 4.19,66 |
| 4      | Stefano Battistelli | ITA    | 4.22,33 |
| 5      | Jani Sievinen       | FIN    | 4.23,34 |
| 6      | Marcin Malinski     | POL    | 4.24,54 |
| 7      | Jorge Perez         | ESP    | 4.24,60 |
| 8      | Denislav Kalchev    | BUL    | 4.30,99 |

| Vrouwen | Vrouwen             | Vrouwen | Vrouwen |
| #       | Naam                | Land    | Tijd    |
| ------- | ------------------- | ------- | ------- |
| Goud    | Krisztina Egerszegi | HUN     | 4.39,78 |
| Zilver  | Beatrice Coada      | ROU     | 4.44,67 |
| Brons   | Eva Synovska        | POL     | 4.47,92 |
| 4       | Sabine Herbst       | GER     | 4.49,85 |
| 5       | Daria Shmeleva      | URS     | 4.50,55 |
| 6       | Irene Dalby         | NOR     | 4.50,68 |
| 7       | Annalisa Nisiro     | ITA     | 4.55,72 |
|         | Céline Bonnet       | FRA     | DSQ     |

### 4x100 meter vrije slag
| Mannen | Mannen                                                                            | Mannen | Mannen  |
| #      | Naam                                                                              | Land   | Tijd    |
| ------ | --------------------------------------------------------------------------------- | ------ | ------- |
| Goud   | Pavel Chnikin Gennadi Prigoda Veniamin Tajanovitsj Alexander Popov                | URS    | 3.17,11 |
| Zilver | Silko Günzel Nils Rudolph Steffen Zesner Dirk Richter                             | GER    | 3.18,31 |
| Brons  | Tommy Werner Göran Titus Anders Holmertz Göran Jansson                            | SWE    | 3.20,42 |
| 4      |                                                                                   | ITA    | 3.20,94 |
| 5      |                                                                                   | FRA    | 3.21,27 |
| 6      | Erik Ran 51,13 Wilco van den Akker 51,25 Ron Dekker 50,47 Richard Granneman 50,96 | NED    | 3.23,81 |
| 7      |                                                                                   | NOR    | 3.26,34 |
| 8      |                                                                                   | GRE    | 3.31,41 |

| Vrouwen | Vrouwen                                                                                         | Vrouwen | Vrouwen |
| #       | Naam                                                                                            | Land    | Tijd    |
| ------- | ----------------------------------------------------------------------------------------------- | ------- | ------- |
| Goud    | Diana van der Plaats 56,92 Inge de Bruijn 56,22 Marieke Mastenbroek 56,20 Karin Brienesse 56,02 | NED     | 3.45,36 |
| Zilver  | Daniela Hunger Katrin Meißner Dagmar Hase Simone Osygus                                         | GER     | 3.45,54 |
| Brons   | Mette Nielsen Gitta Jensen Berit Puggard Mette Jacobsen                                         | DEN     | 3.46,36 |
| 4       |                                                                                                 | FRA     | 3.47,95 |
| 5       |                                                                                                 | ITA     | 3.50,14 |
| 6       |                                                                                                 | SWE     | 3.50,73 |
| 7       |                                                                                                 | GBR     | 3.52,15 |
| 8       |                                                                                                 | NOR     | 3.52,54 |

### 4x200 meter vrije slag
| Mannen | Mannen                                                                | Mannen | Mannen  |
| #      | Naam                                                                  | Land   | Tijd    |
| ------ | --------------------------------------------------------------------- | ------ | ------- |
| Goud   | Dmitri Lepikov Vladimir Pysjnenko Veniamin Tajanovitsj Jevgeni Sadovy | URS    | 7.15,96 |
| Zilver | Emanuele Idini Roberto Gleria Stefano Battistelli Giorgio Lamberti    | ITA    | 7.18,30 |
| Brons  | Steffen Zesner Uwe Daßler Christian Keller Jörg Hoffmann              | GER    | 7.19,13 |
| 4      |                                                                       | POL    | 7.25,05 |
| 5      |                                                                       | ESP    | 7.27,60 |
| 6      |                                                                       | NOR    | 7.28,75 |
| 7      |                                                                       | GBR    | 7.31,85 |
|        |                                                                       | FRA    | DSQ     |

| Vrouwen | Vrouwen                                                                                            | Vrouwen | Vrouwen |
| #       | Naam                                                                                               | Land    | Tijd    |
| ------- | -------------------------------------------------------------------------------------------------- | ------- | ------- |
| Goud    | Annette Poulsen Gitta Jensen Berit Puggard Mette Jacobsen                                          | DEN     | 8.05,90 |
| Zilver  | Dagmar Hase Manuela Stellmach Simone Osygus Heike Friedrich                                        | GER     | 8.10,26 |
| Brons   | Ellen Elzerman 2.04,64 Baukje Wiersma 2.02,78 Diana van der Plaats 2.03,44 Karin Brienesse 2.04,11 | NED     | 8.13,97 |
| 4       | | ITA     | 8.19,46 |
| 5       | | ROU     | 8.19,47 |
| 6       | | SWE     | 8.20,56 |
| 7       | | ESP     | 8.26,58 |
| 8       | | NOR     | 8.26,91 |

### 4x100 meter wisselslag
| Mannen | Mannen                                                           | Mannen | Mannen  |
| #      | Naam                                                             | Land   | Tijd    |
| ------ | ---------------------------------------------------------------- | ------ | ------- |
| Goud   | Vladimir Selkov Dmitri Volkov Vyacheslav Kulikov Alexander Popov | URS    | 3.39,68 |
| Zilver | Franck Schott Cédric Penicaud Bruno Gutzeit Christophe Kalfayan  | FRA    | 3.42,15 |
| Brons  | Tamás Deutsch Norbert Rózsa Peter Horváth Bela Szabados          | HUN    | 3.42,35 |
| 4      |                                                                  | GBR    | 3.43,67 |
| 5      |                                                                  | ESP    | 3.45,52 |
|        |                                                                  | GER    | DSQ     |
|        |                                                                  | ITA    | DSQ     |
|        |                                                                  | FIN    | DSQ     |

| Vrouwen | Vrouwen                                                                                 | Vrouwen | Vrouwen |
| #       | Naam                                                                                    | Land    | Tijd    |
| ------- | --------------------------------------------------------------------------------------- | ------- | ------- |
| Goud    | Natalya Krupskaya Elena Rudkovskaya Elena Kononenko Yevgenya Yermakova                  | URS     | 4.08,55 |
| Zilver  | Dagmar Hase Sylvia Gerasch Katrin Meißner Simone Osygus                                 | GER     | 4.10,10 |
| Brons   | Ellen Elzerman 1.03,31 Kira Bulten 1.12,67 Inge de Bruijn 1.01,62 Karin Brienesse 56,59 | NED     | 4.14,03 |
| 4       |                                                                                         | SWE     | 4.16,22 |
| 5       |                                                                                         | ITA     | 4.17,63 |
| 6       |                                                                                         | DEN     | 4.18,74 |
| 7       |                                                                                         | ROU     | 4.18,79 |
|         |                                                                                         | GBR     | DSQ     |

## Medaillespiegel
| Plaats | Land                | Goud | Zilver | Brons | Totaal |
| 1      | Sovjet-Unie         | 9    | 2      | 2     | 13     |
| 2      | Duitsland           | 4    | 11     | 8     | 23     |
| 3      | Hongarije           | 4    | 3      | 1     | 8      |
| 4      | Denemarken          | 4    | 0      | 2     | 6      |
| 5      | Frankrijk           | 3    | 3      | 2     | 8      |
| 6      | Spanje              | 2    | 1      | 1     | 4      |
| 7      | Noorwegen           | 2    | 0      | 0     | 2      |
| 8      | Italië              | 1    | 2      | 7     | 10     |
| 9      | Nederland           | 1    | 2      | 3     | 6      |
| 10     | Verenigd Koninkrijk | 1    | 2      | 1     | 4      |
| 10     | Polen               | 1    | 2      | 1     | 4      |
| 11     | Roemenië            | 0    | 4      | 1     | 5      |
| 12     | Bulgarije           | 0    | 0      | 2     | 2      |
| 12     | Zweden              | 0    | 0      | 2     | 2      |
| Totaal | Totaal              | 32   | 32     | 33    | 97     |